# Mariedals slott

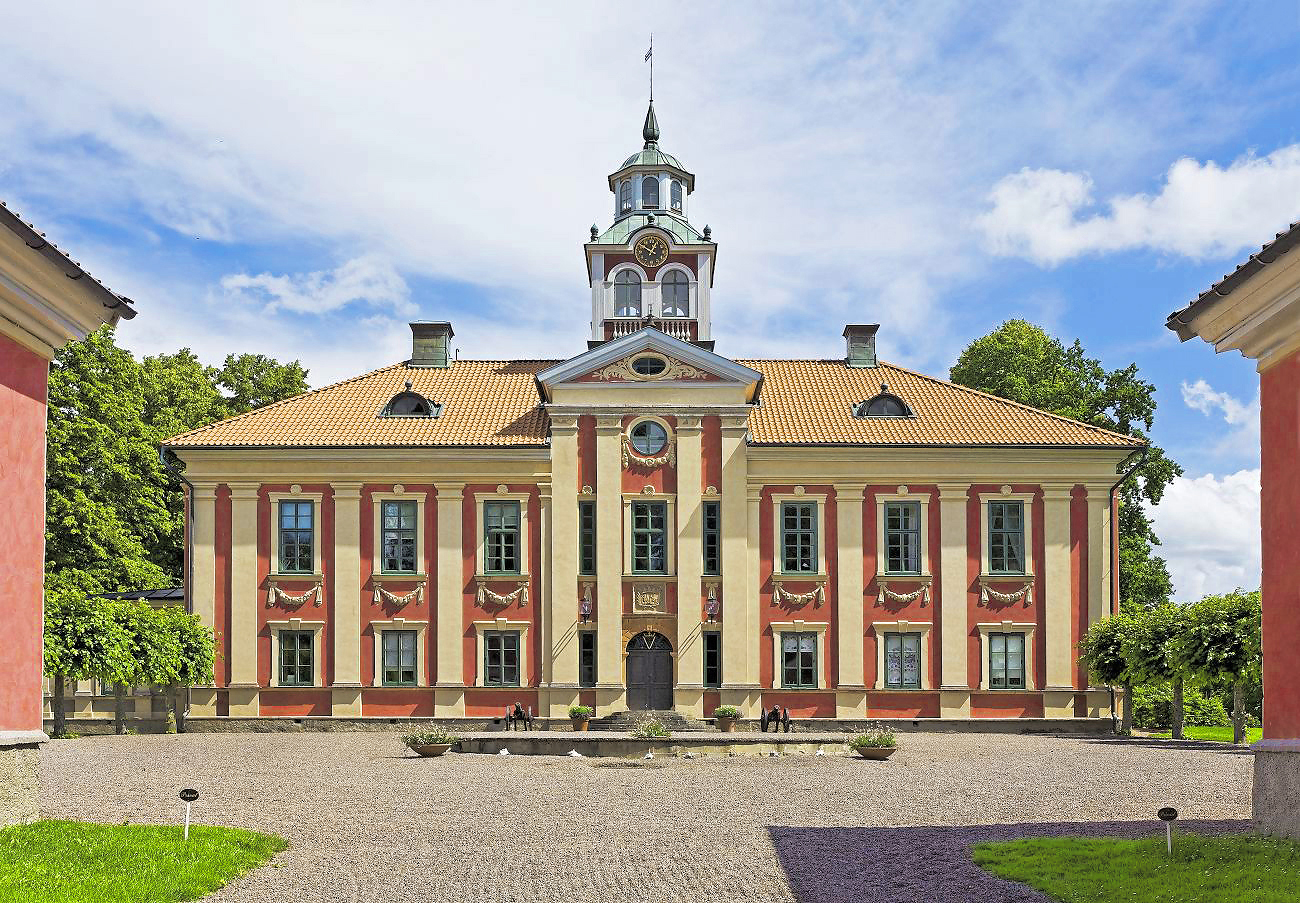
Mariedals slott, Ova socken, Västergötland

Mariedals slott är ett slott i Götene kommun i Västergötland.
Mariedals slott ligger i Ova socken, mellan Skara och Götene. På den tidigare lantegendomen Sörbo fick arkitekten Jean de la Vallée i uppdrag av Magnus Gabriel de la Gardie att uppföra ett slott, uppkallat efter sin hustru, Maria Eufrosyne av Pfalz. Huvudbyggnaden består av ett stenhus i två våningar i barockstil.

## Ur ägarlängden
- 1500-talet
  - indraget till kronan

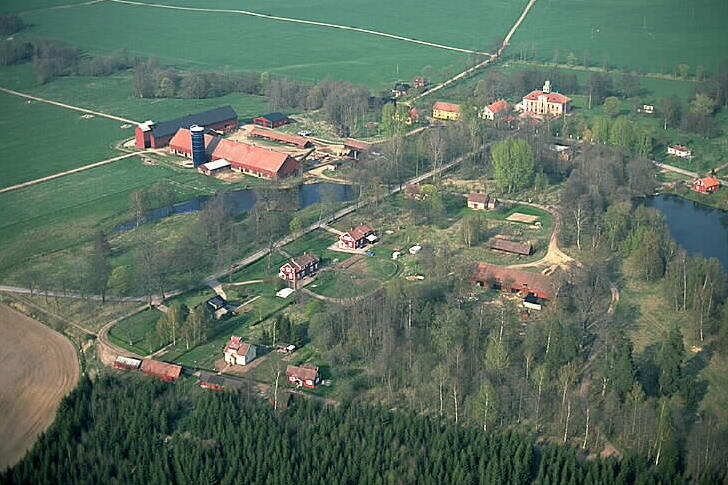
Slottsanläggningen, från luften.

  - genom byte Sven Andersson Ståhlhandske
  - genom köp Brita Posse gift med Bengt Gabrielsson Oxenstierna
- 1591
  - deras son Bengt Bengtsson Oxestierna gift med Margareta Brahe
- 1657
  - hans änka Margaretha Brahe gift med 2:0 Johan Oxenstierna
  - Tord Bonde genom köp.m. Märta Ekeblad
- 1665
  - genom köp Magnus Gabriel De la Gardie gift med Pfalzgrevinnan Maria Euphrosyne
- 1681
  - genom reduktion till kronan
  - genom byte Axel Lillie gift med Maria Elisabeth Stenbock.
- 1692
  - deras son Axel Johan Lillie gift med Agneta Wrede
  - deras dotter Hedvig Catharina Lillie gift med Magnus Julius De la Gardie
- 1745
  - deras dotter Eva De la Gardie gift med Clas Ekeblads
  - deras dotter Hedvig Katarina Ekeblad gift med Carl Gustaf Piper
- 1812
  - deras son Gustaf Piper gift med Jacquette Elisabet Du Rietz
- 1857
  - deras dotter Hedvig Jacquette Piper gift med Hugo Hamilton
- 1868 
  - genom köp Oscar Edv. Elliot och hans hustru Kristina Amalia
- 1883 
  - genom köp Hans Wachtmeister gift med Wendela Augusta Matilda Stjernswärd
- 1888
  - genom köp Gustaf Sparre, gift med Sophie Sparre
- 1914
  - Gustaf Sparres änka Sophie Sparre
- 1920 
  - Gustaf och Sophies Sparres arvingar gemensamt under firma AB Mariedals egendom
- 1938
  - deras dotterson Ivar Virgin gift med Elsa Swartling
- 1964
  - deras son Ivar Virgin gift med Eva Carin Melen Mathilda
- 2005
  - deras son Ivar Hemming Christian Virgin gift med Birgit Ann Sofi Törnqvist